# Partido Rivadavia
Rivadavia ist ein Partido im Westen der Provinz Buenos Aires in Argentinien. Laut einer Schätzung von 2019 hat der Partido 17.050 Einwohner auf 3.940 km². Der Verwaltungssitz ist die Ortschaft América. Der Partido wurde 1910 von der Provinzregierung geschaffen. Der Partido ist zu Ehren von Bernardino Rivadavia benannt, einem Veteranen des argentinischen Unabhängigkeitskrieges und Präsidenten von Argentinien 1826 bis 1827. Im Gegensatz zu den urbanisierten Teilen der Provinz Buenos Aires ist Rivadavia vorwiegend von der Landwirtschaft geprägt.

## Orte
Rivadavia ist in 8 Ortschaften und Städte, sogenannte Localidades, unterteilt.
- América (Verwaltungssitz)
- González Moreno
- Fortín Olavarría
- Sansinena
- Roosevelt
- Sundblad
- Mira Pampa
- San Mauricio